# Merbelsrod
Merbelsrod ist ein Ortsteil der Gemeinde Auengrund im Landkreis Hildburghausen in Thüringen.

## Lage
Merbelsrod liegt nordwestlich von Brattendorf in einer sanften Hochmulde des Wachberges in kupiertem ländlichen Raum. Wiesen und Felder sowie Wälder lösen sich in der Gemarkung ab. Die Flur liegt 520–580 Meter über NN und hat viele Hänge. Ausläufer des Thüringer Waldes reichen bis an den Ort heran. Die Flur grenzt an die fränkische Grenzlandschaft. Die Sicht nach Franken ist ausgezeichnet.

## Geschichte
Um 1330/40 wurde das Dorf erstmals urkundlich erwähnt.
Der Ort diente im Laufe der Zeit vielen Herren. Bis zum 12. Jahrhundert gehörte er zum fränkischen Grabfeldgau.
Die Landwirtschaft prägte und prägt noch das Dorf. Im 17. Jahrhundert standen 50 Webstühle im Dorf.
Heute hat der Tourismus Vorrang. 1918 wurde in dem Ort der Künstler Ewald Hess geboren.

## Sonstiges
Berühmtester Sohn des Orts ist der Maler Ewald Hess (1918–1996).